# Barra Head
Barra Head es una isla perteneciente a Escocia, localizada en el archipiélago de las Hébridas Exteriores. Es la isla más meridional de este archipiélago. La isla alberga un faro construido por Robert Stevenson, operativo desde 1833. Desde 1931, la isla fue habitada solo por los operarios del faro y sus mujeres. El faro está hoy automatizado, y la isla está completamente deshabitada.
El punto más alto de la isla es el Sotan.
Barra Head es conocida por albergar una gran colonia de aves marinas.